# Liste der Brücken in Berlin
Die Liste der Brücken in Berlin enthält einen alphabetisch geordneten, tabellarischen Überblick mit Grundinformationen zu den Brücken der Stadt. In Berlin führen im Jahr 2020 je nach Definition zwischen 920 und 2100 Brücken über Verkehrswege wie Straßen, Autobahnen, Eisenbahnstrecken und Wasserstraßen oder über natürliche Hindernisse wie beispielsweise Flüsse und Schluchten. Die Liste führt einen Teil der bestehenden und ehemaligen Brücken auf – sie erhebt keinen Anspruch auf Vollständigkeit.

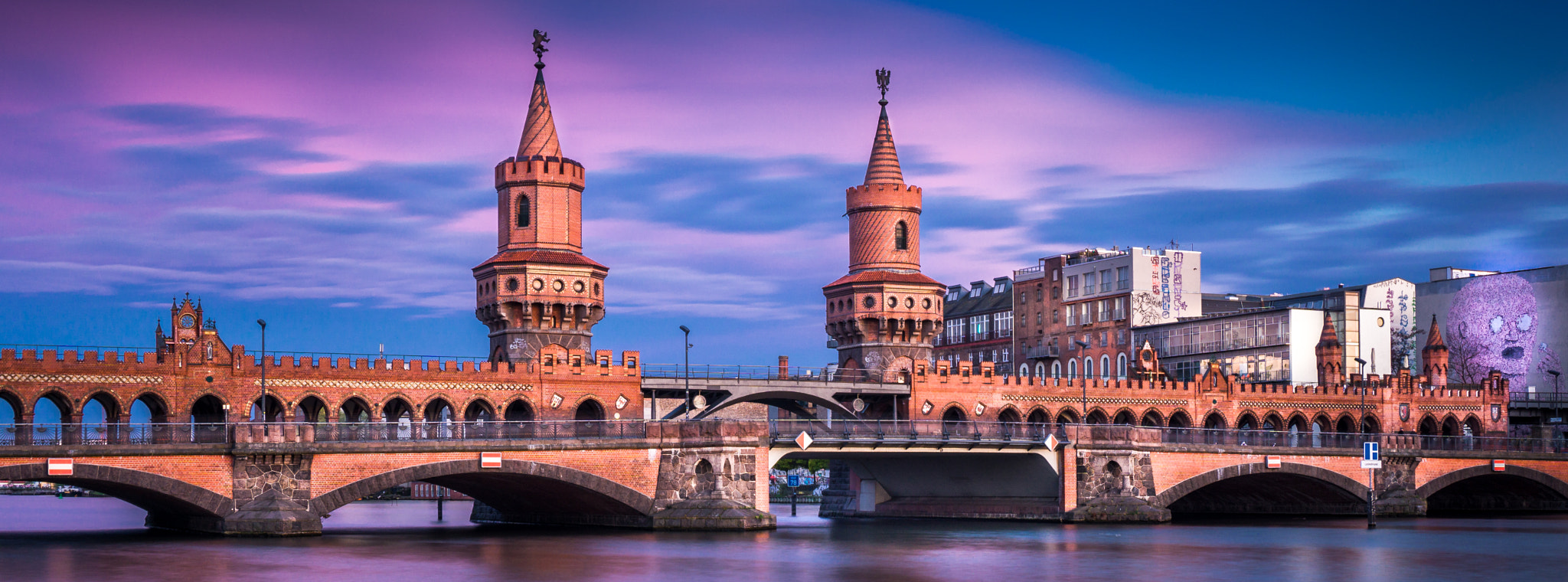
Oberbaumbrücke im Bezirk Friedrichshain-Kreuzberg
in der Abenddämmerung

## Geschichte

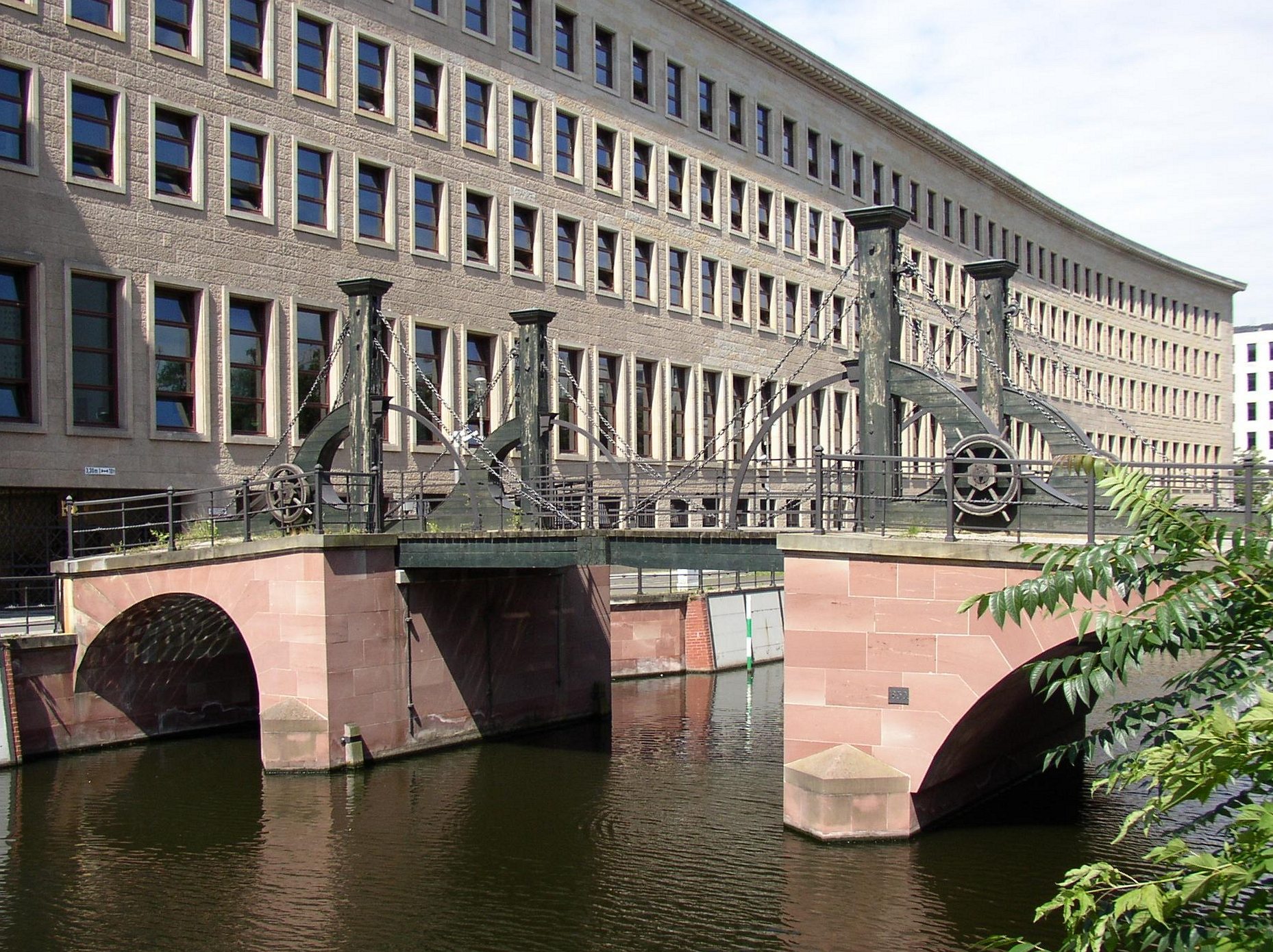
Jungfernbrücke von 1798, die älteste erhaltene Brücke Berlins

Die erste Brücke Berlins entstand mit der Gründung der Doppelstadt Cölln-Berlin im ausgehenden 12. oder beginnenden 13. Jahrhundert. Das Bauwerk, das bald durch den Mühlendamm ersetzt wurde, führte über einen Arm der Spree und verband in der damals sumpfigen Niederung des Berliner Urstromtals das auf der Spreeinsel gelegene Cölln mit Berlin. Die Furt, in der sie entstand, hatte in dieser Zeit der deutschen Ostsiedlung eine wichtige Funktion als kürzestes Bindeglied zwischen den Hochflächen des Teltow und Barnim. 1737, nach der Entfestigung Berlins, zählte die Stadt 26 Brücken und bis 1838 stieg ihre Zahl auf 98, darunter mit der Jungfernbrücke von 1798 die älteste erhaltene Brücke Berlins.
Im Adressbuch des Jahres 1822 sind für die damalige Stadt Berlin 33 Gewässerquerungen enthalten. Mit der industriellen Revolution und der Anlage von Fernbahnlinien, der Ringbahn und Kanälen explodierte die Zahl. Allein der zwischen 1840 und 1850 erbaute Landwehrkanal erforderte über dreißig Brücken, die, ursprünglich als hölzerne Klappbrücken angelegt, seit den 1870er Jahren durch massive Bauwerke ersetzt wurden. Hinzu kamen Parkbrücken wie 1838 die Löwenbrücke von Ludwig Ferdinand Hesse im Großen Tiergarten, die älteste Hängebrücke der Stadt. Die Brücken hatten eine wichtige Funktion in Berlin.

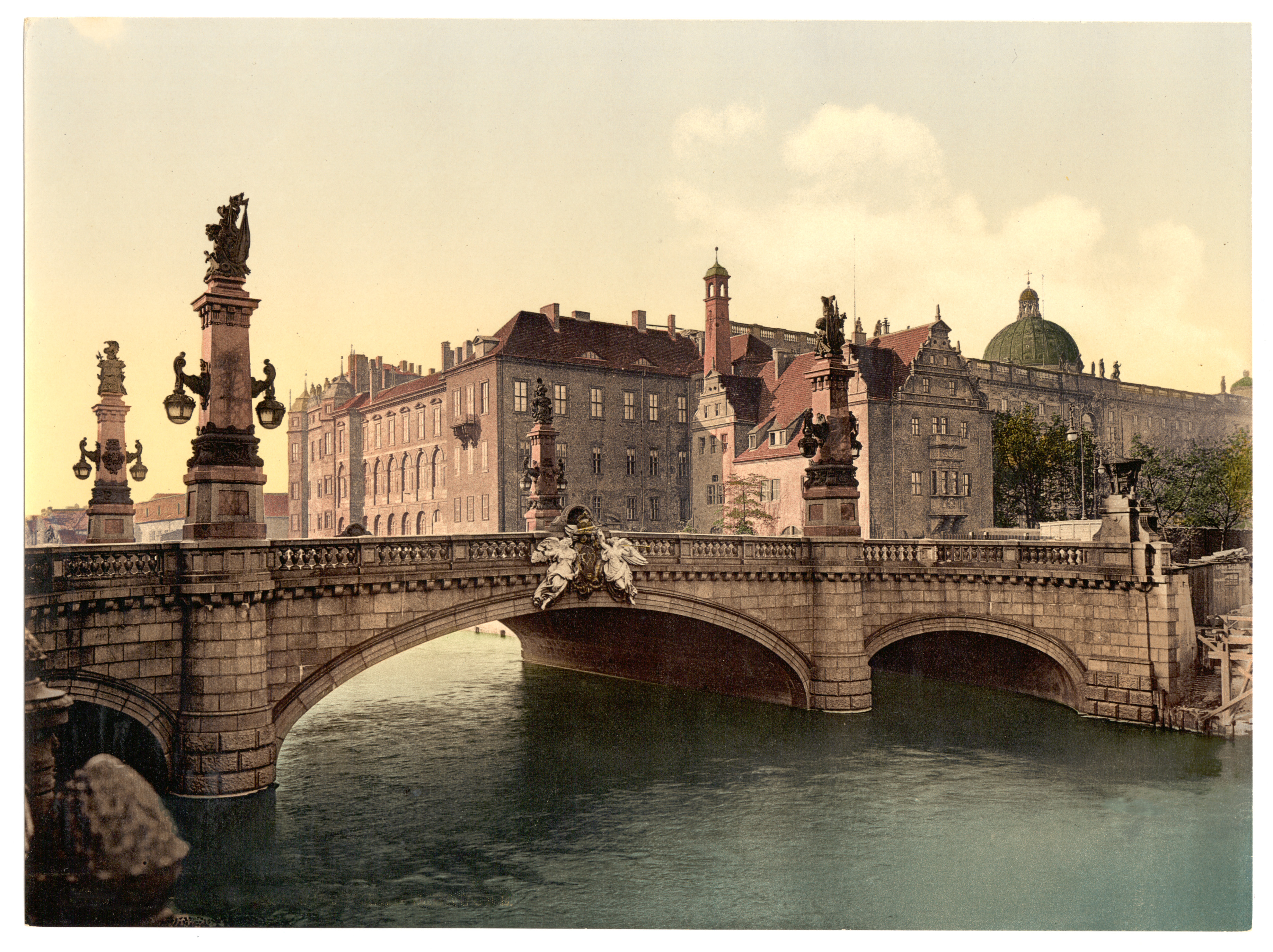
Ehemalige Kaiser-Wilhelm-Brücke im Jahr 1900 (seit 1949 Liebknechtbrücke)

Am 30. Dezember 1875 wurde mit einem Vertrag zwischen der Stadt und dem preußischen Staat die Brückenbauverwaltung Berlins geschaffen, die als Stadt- oder Landesverwaltung durchgehend bestand.
Anfang des 20. Jahrhunderts erhöhte sich die Zahl der Brücken im heutigen Berliner Stadtgebiet durch Baumaßnahmen wie dem 1906 eröffneten Teltowkanal oder in Folge der Hochlegung von Eisenbahnstrecken. Später kamen eine Reihe neuer Brücken mit der Anlage der Autobahnen hinzu. Die längste Berliner Brücke ist die Rudolf-Wissell-Brücke der Bundesautobahn 100 (Stadtring), die mit einer Länge von 930 Metern die Spree, Spreeaue und die Schleuse Charlottenburg überbrückt.
Zu Kriegsende 1945 waren von den 220 wichtigsten Straßenbrücken, insbesondere beim Kampf um Berlin 127 zerstört, davon 122 über Wasserläufe und fünf führten über Eisenbahnanlagen. Die Spandauer Charlottenbrücke blieb der einzige Havelübergang, die Freybrücke war zerstört, erhalten blieb die Stößenseebrücke. Von den Spreebrücken blieb die Weidendammer Brücke unzerstört, die Schilling- und die Kronprinzenbrücke beschädigt aber noch nutzbar. Von 41 Teltowkanalbrücken waren 38 zerstört. Damit waren auch die Versorgungsleitungen unterbrochen, die unter oder in den Brücken geführt wurden. Behelfsbrücken wurden vorrangig für die eigene Logistik von sowjetischen Pionieren errichtet, ab Juli 1945 von den Westalliierten in ihren Sektoren. Die Erhaltung dieser „Militär“brücken wurde dann dem städtischen Brückenbauamt übertragen. Durch diese Situation trat auch die Eigentumsfrage zwischen Stadt- und Teltowkanalbrücken in den Hintergrund. Im Mai 1946 gab es 55 Notbrücken. Begrenzend für den Bau machte sich Materialmangel bemerkbar. Leinöl wurde statt für Mennige als Lebensmittel genutzt.
Nach der Definition einer Brücke

„Als Brücken gelten alle Überführungen eines Verkehrsweges über einen anderen Verkehrsweg, über ein Gewässer oder über tieferliegendes Gelände, wenn ihre lichte Weite zwischen den Widerlagern 2,00 Meter oder mehr beträgt. […]“

lag die Zahl der Berliner Brücken laut Wolfgang Nagel, damaliger Senator für Bau- und Wohnungswesen im Jahr 1990, kurz nach dem Mauerfall, inklusive Fußgänger- und Hochbahnbrücken bei ungefähr 2100, darunter 564 Brücken über Gewässer. Die Angaben schwanken jedoch je nach Zählweise erheblich. So lag die Zahl nach anderen Angaben bei 969 oder 1650 Brücken. Durch Abriss und Neubau können sich die Zahlen im Einzelnen ändern.

## Aufbau der alphabetischen Liste

### Angaben

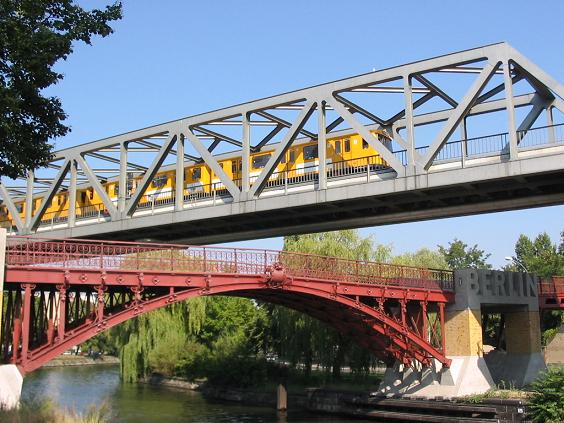
Anhalter Steg über dem Landwehrkanal

Die Darstellung der Brückennamen erfolgt in fünf unterschiedlichen Grundformen:
- Musterbrücke = Name im blauen Link: Für diese Brücke existiert ein eigener Artikel mit vertiefenden Informationen.
- Musterbrücke = Name im roten Link: Diese Brücke ist sehr wahrscheinlich für die Anlage eines eigenen, vertiefenden Artikels wichtig genug.
- Musterbrücke = Name ohne Link: Diese Brücke ist für die Anlage eines eigenen Artikels sehr wahrscheinlich nicht wichtig genug.
- Musterbrücke = Name kursiv gesetzt: Ehemalige Brücken, darunter einige der oft mit Kolonnaden ausgestatteten Schmuckbrücken aus der Festungszeit, die nach der weitgehenden Einebnung der Festungsgräben zum Teil überflüssig und abgebaut wurden.
- (Musterbrücke) = Name in Klammern gesetzt: Namenlose Brücken. Die alphabetische Einordnung der namenlosen Brücken erfolgt nach möglichst genauen geographischen Angaben wie beispielsweise unter „T“ Brücken über den Teltowkanal oder nach Art der Brücken wie unter „A“ Autobahnbrücke oder „E“ Eisenbahnbrücke.

Soweit vorhanden, stellt die Liste jede Brücke mit einer Fotografie dar. Sie gibt zudem neben dem Namen zu jeder Brücke den Ortsteil an, in dem sie liegt, ferner unter „Anmerkungen“ die wichtigsten Informationen und in der letzten Spalte die Lage – ein Klick auf den Link führt zu einer Kartenansicht. Soweit Namen mehrfach vergeben wurden oder im Laufe der Zeit von Bauwerk zu Bauwerk wechselten wie bei der Potsdamer Brücke, finden sich entsprechende Hinweise bei dem jeweils aktuellen Bauwerk.
Die meist namenlosen Brücken von Bahnanlagen über Straßen sind zum größten Teil unter E wie Eisenbahnbrücke eingefügt.

### Drei Beispiele der Darstellung
| Fotografie                 | Name der Brücke      | Ortsteil       | Anmerkungen | Lage  |
| -------------------------- | -------------------- | -------------- | --- | ----- |
|                            | Abteibrücke          | Alt-Treptow    | Die Abteibrücke gilt als erste Stahlbetonbrücke Deutschlands und führt im Berliner Ortsteil Alt-Treptow als Fußgängerüberweg auf die Insel der Jugend. Sie wurde 1916 fertiggestellt und ersetzte eine Fähre, die Besucher auf die Spreeinsel brachte. Die Brücke steht unter Denkmalschutz. | Karte |
| Von-der-Heydt-Brücke, 1896 | Von-der-Heydt-Brücke | Tiergarten     | Ehemalige Brücke über den Landwehrkanal, Vorgängerbrücke der 1957/58 neu erbauten Bendlerbrücke. Das Bauwerk war mit zwei Skulpturen (Nixen und Tritone) von Ernst Herter geschmückt, die 1943/44 eingeschmolzen wurden. Sie trug den Namen August von der Heydts, der am Landwehrkanal eine Villa besaß, heute Sitz des Präsidenten und der Hauptverwaltung der Stiftung Preußischer Kulturbesitz. Das historische Foto zeigt die Brücke im Jahr 1896. | Karte |
|                            | (Eisenbahnbrücke)    | Charlottenburg | Die seit längerer Zeit nicht mehr genutzte stählerne Fachwerkbrücke über den Altarm der Spree führte früher eine S-Bahnlinie in die Siemensstadt. Der Altarm der Spree entstand beim Bau der neuen Schleuse Charlottenburg. Er wurde inzwischen abgetrennt und für jeglichen Schiffsverkehr gesperrt. | Karte |

## Brücken über Kanäle und Flüsse
Hier erfolgt eine Auflistung der Brücken über einige Berliner Hauptgewässer fluss- oder kanalabwärts beziehungsweise absteigend nach den Kilometerangaben.

### Berlin-Spandauer Schifffahrtskanal
Brücken über den Berlin-Spandauer Schifffahrtskanal einschließlich seiner rechtlich zu ihm gehörenden Nebengewässer:

### Havel
Sortierung flussabwärts, vom Nieder Neuendorfer See bis zur Glienicker Lake:

### Landwehrkanal
Sortierung kanalabwärts, von der oberen Spree am Osthafen beziehungsweise Oberschleuse an der Lohmühleninsel bis zur unteren Spree am Zusammenfluss mit der Spree und dem Charlottenburger Verbindungskanal:

### Panke
- Liste der Brücken über die Panke: hier sind auch alle auf Brandenburger Gebiet liegenden Brücken erfasst.

### Spree
Sortierung spreeabwärts, vom Dämeritzsee bis zur Mündung in die Havel:

### Teltowkanal
Zu den Brücken des Teltowkanals existiert eine Nebenliste mit zusätzlichen Brücken, die nicht in Berlin liegen:
- Liste der Brücken über den Teltowkanal
- Liste der Brücken über den Britzer Verbindungskanal